# 델로이 린도
델로이 린도(Delroy Lindo, 1952년 11월 18일 ~ )는 잉글랜드의 배우이다. 《Joe Turner's Come and Gone》(1988)으로 1988년 토니상 연극 부문 남우조연상 후보에 올랐다.

## 출연 작품

### 영화
- 말콤 X (1992)
- 겟 쇼티 (1995)
- 클라커즈 (1995)
- 랜섬 (1996)
- 사이더 하우스 (1999)
- 식스티 세컨즈 (2000) - 롤런드 캐슬백 역
- 더 원 (2001)
- 코어 (2003) - 닥터 에드워드 브래즐턴 역
- 사하라 (2005) - 칼 역
- 포인트 브레이크 (2015) - FBI 강사 역
- Da 5 블러드 (2020) - 폴 역
- 더 하더 데이 폴 (2021) - 배스 리브스 역
- 씨너스: 죄인들 (2025) - 델타 슬림 역

### 텔레비전
- 로앤오더: 성범죄 전담반 (2009)
- 빌리브 (2014)
- 굿 파이트 (2017-21)